# Hydrellia bicolorithorax
Hydrellia bicolorithorax är en tvåvingeart som beskrevs av Giordani Soika 1956. Hydrellia bicolorithorax ingår i släktet Hydrellia och familjen vattenflugor. Inga underarter finns listade i Catalogue of Life.